# Stargate-Projekt
Das Stargate-Projekt (Eigenschreibweise: Stargate Project) ist ein amerikanisches Unternehmen (Stargate LLC) für künstliche Intelligenz (KI), das von OpenAI, SoftBank, Oracle und MGX gegründet wurde. Das Unternehmen plant, bis 2029 bis zu 500 Milliarden Dollar in die KI-Infrastruktur in den Vereinigten Staaten zu investieren. Es wurde am 21. Januar 2025 von US-Präsident Donald Trump angekündigt.
Masayoshi Son wird der Vorsitzende des Unternehmens sein.

## Historische Entwicklung
Das Unternehmen wurde am 21. Januar 2025 auf einer Pressekonferenz im Weißen Haus durch Präsident Trump angekündigt, bei der Sam Altman von OpenAI, Larry Ellison von Oracle und Masayoshi Son von SoftBank anwesend waren. Trump bezeichnete es als „das größte KI-Infrastrukturprojekt der Geschichte“. Er deutete an, dass er Notstandserklärungen nutzen werde, um die Entwicklung der Energieinfrastruktur zu beschleunigen. Das Unternehmen wurde mit einer Investition von 100 Milliarden Dollar gestartet, die bis 2029 auf 500 Milliarden Dollar ansteigen könnte.
Das Unternehmen baut 10 Rechenzentren in Texas. Es soll in weitere Bundesstaaten expandieren. Das Unternehmen plant die Schaffung von über 100.000 Arbeitsplätzen in den USA. Laut Altman liege die „finanzielle Verantwortung“ des Unternehmens bei SoftBank und die „operative Verantwortung“ bei OpenAI. ARM, Microsoft, Nvidia, Oracle und OpenAI seien die wichtigsten anfänglichen Technologiepartner.

## Kritik
Der geplante Ausbau von KI-Rechenzentren in den USA hängt von der Verfügbarkeit spezialisierter integrierter Schaltungen (ICs, Chips) insbesondere von KI-Beschleunigern ab. Bedeutende entsprechende Chipentwicklungsfirmen wie Nvidia, AMD oder ARM haben keine eigene Chipfabrikation (sind fabless) und lassen ihre Chips meistens in Taiwan bei TSMC herstellen. Falls die Volksrepublik China Taiwan handelsmässig isolieren oder gar übernehmen würde, wären die Pläne von Stargate ernsthaft gefährdet.
Seit der chinesische Chatbot DeepSeek bekannt und allgemein zugänglich ist, gibt es Konkurrenz zu geplanten US-KI-Rechenzentren, welche mit wesentlich geringerem Hardware-Aufwand vergleichbare KI-Leistung erreichen. Dadurch ist die Wirtschaftlichkeit von Stargate-Projekten in Frage gestellt.